# ダグラス・ボストック
ダグラス・ボストック（Douglas Bostock、1955年 - ）は、イギリスの指揮者。

## 人物・来歴
1955年、イングランド北西部のチェシャー州ノースウィッチ（en:Northwich）に生まれる。シェフィールド大学で指揮学、音楽学、作曲を学び、エイドリアン・ボールトに師事。
1980年より1990年まで、ドイツ・コンスタンツに本拠を置く南西ドイツ・フィルハーモニー管弦楽団の首席指揮者、1991年より1998年まで、チェコのカルロヴィ・ヴァリ交響楽団の音楽監督・首席指揮者を務める。1992年より、1989年にズデニェク・アダム等によって創設されたチェコ室内フィルハーモニックの首席客演指揮者となった。1997年よりミュンヘン交響楽団、2001年より2019年までスイスのアールガウ交響楽団の各常任指揮者を歴任。2019年9月より、南西ドイツ・プフォルツハイム室内管弦楽団首席指揮者に就任。

### 日本との関わり
2000年より2006年まで、東京佼成ウインドオーケストラの常任指揮者を、2006年より2011年6月まで、同楽団の首席客演指揮者を務めた。
2012年4月より、東京芸術大学音楽学部招聘教授。洗足学園音楽大学客員教授も務める。
2024年にOsaka Shion Wind Orchestraの首席客演指揮者に就任。